# Cath Wallace

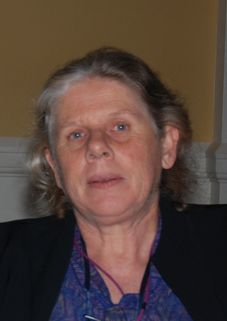
Cath Wallace 2007

Catherine Ceinwen „Cath“ Wallace (* 17. Januar 1952 in Hamilton) ist eine neuseeländische Umweltaktivistin und Akademikerin. Sie unterrichtet an der Victoria University of Wellington Wirtschaft und Staatswissenschaften. Sie war in Umweltorganisationen in Neuseeland tätig und erhielt 1991 den Goldman Environmental Prize für ihre Beiträge zum Schutz der Umwelt der Antarktis.

## Aktivismus und politische Arbeit
Wallace ist seit 1987 an der Victoria University in Wellington als Lektorin im Bereich der Wirtschaft und den Staatswissenschaften tätig. Für mehr als ein Jahrzehnt war sie Vorsitzende der Environment and Conservation Organizations of New Zealand (ECO), einer Non-Profit-Organisation, die sich für Naturschutz einsetzt. Wallace ist immer noch ein Vorstandsmitglied der Organisation. Für zwei Perioden war sie außerdem Mitglied des Vorstands von IUCN.
In ihrer Arbeit konzentrierte sie sich darauf, dass bei nationalen Entscheidungsfindungen die Folgen für die Umwelt berücksichtigt werden. Zusammen mit anderen Aktivisten führte sie eine Widerstandsbewegung gegen wirtschaftliche Akteure, die versuchten, den sogenannten Resource Management Act aufzuweichen. In ihrer Position als Vorsitzende der ECO gelang es ihr, das nationale Fischereigesetz so umzuwandeln, dass es auf das gesamte Ökosystem anzuwenden ist, nicht nur auf die Fischerei. Sie setzt sich weiterhin dafür ein, dass strenge Umweltgesetze und -regelungen in Neuseeland eingeführt werden.
Außerdem war Wallace Mitbegründerin des neuseeländischen Zweiges der Organisation Antarctic and Southern Ocean Coalition (ASOC). In Zusammenarbeit mit ASOC setzte sie sich international für ein Bergbauverbot in der Antarktis ein. Dazu gehörte unter anderem die Äußerung von Kritik während der Verhandlungen zum Mineralienabkommen CRAMRA, so hielt sie unter anderem einen Entwurf des Diplomaten Christopher Beeby für nicht akzeptabel.
Mit dem Antarctic Environmental Protocol wurde ein großer Schritt gesetzt, um die Antarktis zu beschützen. Das Protokoll bezeichnet die Antarktis als „a natural reserve, devoted to peace and science“ (als ein natürliches Reservat, das dem Frieden und der Forschung gewidmet ist). Das Protokoll ist auch unter dem Namen Madrid Protocol bekannt und etabliert Regeln für den Schutz der Umwelt und verbietet Bergbau.

## Werke
- Cath Wallace: Environmental Justice and New Zealand’s Fisheries Quota Management System. In: New Zealand Journal of Environmental Law. Band 3, Januar 1999, ISSN 1174-1538, OCLC 4822622838, S. 33–65 (search.informit.com.au).